# Ламеак
Ламеа́к (фр. Laméac, окс. Hlamiac) — коммуна во Франции, находится в регионе Юг — Пиренеи. Департамент — Верхние Пиренеи. Входит в состав кантона Рабастенс-де-Бигор. Округ коммуны — Тарб.
Код INSEE коммуны — 65254.

## География
Коммуна расположена приблизительно в 640 км к югу от Парижа, в 105 км западнее Тулузы, в 17 км к северо-востоку от Тарба.
По территории коммуны протекает река Аррос.

## Климат
Климат умеренно-океанический с солнечной тёплой погодой и обильными осадками на протяжении практически всего года.

## Население
Население коммуны на 2010 год составляло 128 человек.
| 1962 | 1968 | 1975 | 1982 | 1990 | 1999 | 2010 |
| ---- | ---- | ---- | ---- | ---- | ---- | ---- |
| 122  | 114  | 111  | 105  | 110  | 134  | 128  |

## Администрация
| Период | Период | Фамилия      | Партия | Примечания |
| ------ | ------ | ------------ | ------ | ---------- |
| 1959   | 1962   | Элуа Лестель |        |            |
| 1962   | 1971   | Роже Дюффо   |        |            |
| 1971   | 2020   | Жозе Деба    |        |            |

## Экономика
В 2010 году среди 81 человека трудоспособного возраста (15-64 лет) 55 были экономически активными, 26 — неактивными (показатель активности — 67,9 %, в 1999 году было 65,6 %). Из 55 активных жителей работали 49 человек (27 мужчин и 22 женщины), безработных было 6 (3 мужчин и 3 женщины). Среди 26 неактивных 8 человек были учениками или студентами, 12 — пенсионерами, 6 были неактивными по другим причинам.